# Sitio de Castellón de Ampurias (1653)
El sitio de Castellón de Ampurias de 1653 fue una de las batallas de la Guerra de los Segadores.

## Antecedentes
Hacia el 1650 el apoyo que inicialmente se había dado al dominio francés se derrumbaba mientras el ejército español, al mando de  Francisco de Orozco,  marqués de Mortara, avanzaba de nuevo desde Lérida y ponía cerco a Barcelona en agosto de 1651. En 1652 Barcelona, tras más de un año de asedio y la entrada de la peste, caía en manos del ejército de  Felipe IV comandado por Juan José de Austria. De esta manera se ponía fin al conflicto de la  sublevación catalana y las autoridades catalanas quedaban nuevamente bajo la obediencia de la corona española.
Terminado el conflicto de la  Fronda, en 1653 el general francés Philippe de La Mothe-Houdancourt junto con los catalanes liderados por Josep Margarit, un total de 14 000 hombres y 4000 caballos entraba por Le Perthus.

## El sitio
El 16 de junio de 1653, 4000 infantes y 2500 soldados de caballería franceses, bajo el mando de Jacques de Rougé de Plessis-Bellière, entraban en Cataluña por Coll del Pertús y se dirigieron a Castellón de Ampurias donde se replegaron las tropas hispanas. El 22 de junio la trinchera ya estaba abierta y poco después se ocupó la plaza.

## Consecuencias
En Castellón quedó de guarnición el regimiento de infantería de  Montpezat, y fueron saqueadas varias iglesias, tomaron Figueras y el 12 de julio de 1653 se ponía sitio a Gerona, que fue levantado por Juan José de Austria y que recuperó todo el Ampurdán salvo Rosas.
 Armando de Borbón dirigió una nueva ofensiva en 1654 en la que recuperó el Ampurdán salvo Castellón de Ampurias, el Conflent, Puigcerdà, Camprodon, Ripoll, Olot y Berga, el 27 de mayo de 1655 las tropas francesas tomaban Cadaqués y el 10 de julio tras un nuevo sitio Castellón de Ampurias.
Las plazas ocupadas por los franceses en el Ampurdán serían devueltas tras el tratado de los Pirineros en 1659.